# 헨리 데이비드 소로
헨리 데이비드 소로(Henry David Thoreau, 1817년 7월 12일 ~ 1862년 5월 6일)는 미국의 철학자, 시인, 수필가이다.

## 생애
1817년 미국 매사추세츠주 콩코드에서 태어나 1862년 미국 콩코드에서 사망했다. 하버드 대학 졸업 후 가업인 연필 제조업, 교사, 측량 업무 등에 종사했지만 평생 일정한 직업에 정착하지 않고 곧 학업에 매진했다. '자연(수필)'의 저자인 초월주의자 랄프 왈도 에머슨 등과 친분을 맺었다.

### 결혼과 자녀
소로는 결혼을 하지 않았으며 자녀도 두지 않았다.  1840년, 그의 나이 23살 때 18살인 엘렌 시월에 프로포즈를 했지만 그녀의 부친의 반대로 거절당했으며 소피라 푸어드는 그에게 프로포즈했지만 소로 자신이 거절했다.  소로의 성정체성은 현재 논란중에있다.

### 종교
소로는 종교 자체를 부인하지 않았으나 체계화되고 조직된 교회를 부인했다.  그는 모든 자연만물에 신성이 있으므로 교회와 목회자등이 필요하지 않다고 주장하였다. 그는 신이 현존하고 자신의 안과 밖에 존재한다고 믿었다.

## 작품
자비 출판한 첫 작품 《콩코드 강과 메리맥 강에서의 일주일》(A Week on the Concord and Merrimack Rivers, 1849년)은 젊어서 세상을 떠난 형과 선상 여행을 정리한 수필로 당시의 사회에서는 전혀 받아들여지지 않았다.
대표작 《월든 - 숲속의 생활》(Walden, 1854년)은 2년 2개월에 걸친 숲에서 혼자 기록을 정리한 것이며, 그 사상은 이후 시대의 시인과 작가에게 큰 영향을 주었다.
소로우의 사후 《메인의 숲》(The Maine Woods, 1864년)과 《케이프 콧》(Cape Cod, 1865년) 등의 여행기와 자연을 쓴 에세이, 일기, 서간집 등 수많은 작품이 출판되었다. 소로우의 작품은 인간과 자연과의 관계를 주제로 한 것이 많고, 자연 문학(Nature writing)의 계보에 자리매김 된다.
그의 일생은 물욕과 인습의 사회 및 국가에 항거해서 자연과 인생의 진실에 관한 파악에 바쳐진 과감하고 성스러운 실험의 연속이었다. 노예제도와 멕시코 전쟁에 항의하기 위해 홀로 월든의 숲에서 작은 오두막을 짓고 살기도 했으며, 인두세 납부 거부로 투옥도 당했고, 후에는 노예 해방 운동에 헌신하였다. 그의 그러한 정신은 '시민 불복종'으로 이어진 마하트마 간디의 인도독립 운동과 마틴 루터 킹 목사의 시민권 운동, 레프 톨스토이 등에 사상적 영향을 주었다.
최근에는 소로가 미니멀리즘의 선구자로 해석되기도 한다.  특히 <월든>에서 '경제적인 삶'부분에서 그의 구체적인 삶의 형태를 예로 든다.
에머슨과 함께 위대한 초월주의 철학자이자 미국 르네상스의 원천이었다. 그는 자연과학자이기도 하며 주요 저서로는 《월든》 《시민 불복종 (소로)》등이 있다.

## 주요 저작물
- 《월터 랄레이 경》(Sir Walter Raleigh, 1844년)
- 《토머스 칼라일과 그의 작품들》(Thomas Carlyle and his Works, 1847년)
- 《시민 불복종 (소로)》(Resistance to Civil Government,　1849년)
- 《일주일》(A Week on the Concord and Merrimack Rivers, 1849년)
- 《월든》(Walden : or, the Life in the Wood, 1854년)
- 《산책》(Walking,  1862년)
- 《원칙없는 삶》(Life Without Principle, 1863년)
- 《메인 숲》(The Maine Woods,　1864년)
- 《케이프코드》(Cape Cod, 1865년)

한편 버러스 프레더릭 스키너는 1948년 헨리 데이비드 소로의 저서 월든을 이은 월든 투(Walden Two)를 저술한바있다.

### 한글 번역본
- 《월든》양병석 번역, 범우사(1999), 범우고전선 039 ISBN 89-08-01039-4, 9788908010390
- 《월든》강승영 번역, 이레(1993), ISBN 89-85599-00-3 03840
- 《시민의 불복종》강승영 번역, 이레(1999) ISBN 89-85599-18-6, 9788985599184
- 《소로우의 노래》강은교 편역（編訳）, 이레(1999) ISBN 89-85599-20-8
- 《소로우의 일기》윤규상 번역, 도솔(1996) ISBN 89-7220-049-2, 9788972200499
- 《케이프코드》유인호 번역, 한국문화사(2022) ISBN 979-11-6919-025-1, 30840

## 같이 보기
- 미국 문학
- 마틴빅맨저, 유인호역. ≪헨리 데이빗 쏘로우의 교육사상≫. 충북대학교출판부(2000) ; 유인호편역. ≪헨리 데이빗 쏘로우의 개혁에쎄이선≫. 중부출판(2001). ; 제임스머리저, 유인호역. ≪헨리 데이빗 쏘로우의 사상과 문학≫. 중부출판(2011).
- 리처드 J 슈나이더저 유인호역. ≪헨리 데이비드 소로의 인생과 예술≫. 한국문화사(2017)